# توم سلون
توم سلون (بالإنجليزية: Tom Sloan)‏ هو لاعب كرة قدم بريطاني في مركز الوسط، ولد في 10 يوليو 1959 في بيليمينا في المملكة المتحدة. شارك مع منتخب أيرلندا الشمالية تحت 21 سنة لكرة القدم ومنتخب أيرلندا الشمالية لكرة القدم. أما مع النوادي، فقد لعب مع مانشستر يونايتد ونادي بيليمينا يونايتد ونادي تشستر سيتي ونادي لينفيلد.